# El desertor (Star Trek: La nova generació)
"El desertor" (títol original en anglès "The Defector") és el desè episodi de la tercera temporada de la sèrie de televisió de ciència-ficció estatunidenca Star Trek: La nova generació, i el 58è de tota la sèrie, que es va emetre originalment l'1 de gener de 1990, en redifusió als Estats Units. Fou dirigit per Robert Scheerer amb guió de Ronald D. Moore.
Ambientada al segle XXIV, la sèrie segueix les aventures de la tripulació de la nau de la Flota Estel·lar de la Federació Enterprise-D sota el comandament del capità Jean-Luc Picard. En aquest episodi, un  desertor romulà sol·licita asil a bord de l' Enterprise després d'afirmar posseir informació vital sobre una imminent invasió romulana.

## Argument
Mentre Data interpreta una escena d' Enric V de Shakespeare sota la direcció del capità Picard, s'interromp per una notificació que una nau d'exploració romulana fugi d'una au de guerra romulàna a través de la  Zona neutral, i s'acosta a l'espai de la Federació. L' Enterprise intercepta la nau i l'au de guerra es retira. L'ocupant de la nau afirma que és el subtinent Setal, un empleat de logística que busca desertar a la Federació després d'assabentar-se d'una instal·lació secreta romulana al planeta Nelvana III, dins de la Zona Neutral, que podria mantenir una gran flota romulana.
Picard i la seva tripulació es mostren escèptics amb les afirmacions de Setal després que aquest es nega a proporcionar proves, i Picard ordena una investigació de la fiabilitat de Setal. Després que la nau de Setal s'autodestrueixi, la tripulació revisa els registres de la seva arribada i sospiten que els romulans han organitzat l'aparició de Setal com a part d'un engany elaborat. Picard es nega a entrar a la Zona Neutral amb afirmacions sense fonament.
Setal confia a Data que la seva deserció va tenir un gran preu; mai tornarà a veure a Ròmul ni a la seva família. Data intenta alleujar els sentiments d'en Setal portant-lo a una representació de Ròmul a l'holocoberta. Setal descarta l'holograma i revela que és l'almirall Jarok, un oficial d'alt rang que va liderar una campanya cruenta contra diversos llocs avançats de la Federació. Jarok torna a suplicar a Picard que investigui Nelvana III, explicant-li que ha desertat per protegir la seva família d'una possible guerra. Després de persuadir Jarok perquè reveli informació tàctica detallada sobre les capacitats romulanes, Picard ordena l' Enterprise anar a Nelvana III.
Quan arriben, la tripulació no troba cap evidència de cap instal·lació, per sorpresa d'en Jarok. Inesperadament, dos aus de guerra romulanes es disclouen i disparen contra l' Enterprise. Picard s'adona que Jarok va ser utilitzat com a peó pels romulans, alimentant-lo amb desinformació per atraure la Federació a la Zona Neutral. En resposta a la demanda del comandant romulà Tomalak de la rendició de l' Enterprise, Picard revela que es va preparar per a això: tres aus de presa klíngons, enviats per l'Imperi Klingon a petició de Picard, descubren i envolten les aus de guerra, fent que la situació resti en un punt mort. Els romulans es retiren, permetent que l' Enterprise se'n vagi.
Aviat, la tripulació descobreix que Jarok s'ha suïcidat, deixant una nota per a la seva família. Tot i que Data assenyala que les relacions amb l'Imperi fan impossible el lliurament de la carta, Picard afirma que mentre hi hagi romulans amb el coratge i la convicció de l'almirall Jarok, algun dia serà possible lliurar la carta d'en Jarok.

## Repartiment i doblatge al català
La sèrie va ser doblada al català pels estudis Tramontana (primera part) i Soundtrack (segona part) i emesa a TV3 l’any 1991. Els dobladors de l'episodi foren:
| Personatge      | Actor/actriu     | Veu en català        |
| --------------- | ---------------- | -------------------- |
| Jean-Luc Picard | Patrick Stewart  | Joan Crosas          |
| William Riker   | Jonathan Frakes  | Antoni Forteza       |
| Data            | Brent Spinner    | Joaquim Sota         |
| Geordi La Forge | LeVar Burton     | Aleix Estadella      |
| Worf            | Michael Dorn     | Enric Arquimbau      |
| Beverly Crusher | Gates McFadden   | Aurora Garcia        |
| Deanna Troi     | Marina Sirtis    | Victòria Pagès       |
| Wesley Crusher  | Will Wheaton     | Roger Pera           |
| Tomalak         | Andreas Katsulas | Gal Soler            |
| Setol/Jarok     | James Sloyan     | Claudi Garcia        |
| Almirall Haden  | John Hancock     | Enric Serra Frediani |
| John Bates      | Simon Templeman  | Manel Català         |

## Llançaments
El 6 de juny de 1995 "El desertor" i "El factor venjança" van ser llançats en LaserDisc als Estats Units per Paramount Home Video, i al Japó el 5 de juliol de 1996, al conjunt de mitja temporada Log. 5: Third Season Part.1 per CIC Video.Aquest incloïa episodis fins a "Una qüestió de perspectiva" en discos òptics de doble cara de 12 polzades. El vídeo estava en format NTSC amb pistes d'àudio tant en anglès com en japonès.
L'episodi es va publicar amb la caixa del DVD de la tercera temporada de Star Trek: La nova generació, llançat als Estats Units el 2 de juliol de 2002. Tenia 26 episodis de la temporada 3 en set discos, amb una pista d'àudio Dolby Digital 5.1. Va ser llançat en Blu-ray d'alta definició als Estats Units el 30 d'abril de 2013.

## Recepció
Keith R.A. DeCandido va valorar El desertor a tor.com el 2011 com un molt bon episodi de Star Trek: La nova generació que simplement funciona perfectament. La trama es desenvolupa amb elegància i no conté cap element increïble en cap moment. DeCandido també va elogiar les actuacions destacades de tots els implicats.
Anthony Vieira va classificar El desertor en el lloc 19 d'una llista del 2021 dels 25 millors episodis de Star Trek: La nova generació al lloc web collider.com.
El 2019, Screen Rant va classificar la presentació del personatge d'aquest episodi, l'Almirall Jarok, com el desè romulà més important de la franquícia Star Trek.Més tard aquell any, van assenyalar "El desertor" com un dels deu episodis més importants per veure en preparació per la sèrie Star Trek: Picard. El 2020, SyFy atambé va recomanar veure "The Defector", en aquest cas com a antecedents sobre els romulans per a Star Trek: Picard. Observen que l'episodi destaca les capes de confiança i desconfiança entre les forces que treballen a l'Imperi Estel·lar Romulà, i com aquest quadrant va complicar les seves relacions amb altres habitants.
El 2020, Vulture va recomanar aquest episodi per acompanyar la visualització de Star Trek: Picard, assenyalant com estableix l'ànsia de poder i la tendència a l'engany dels romulans.